# 天主教巴門達總教區
天主教巴門達總教區（拉丁語：Archidioecesis Bamendana）是喀麥隆一個羅馬天主教教省總教區，下轄三個教區。此總教區是該國五個總教區之一。
總教區的前身、巴門達教區於1970年8月13日成立，1982年3月18日升為總教區。
總教區位於西北省部，2006年時有教友252,000人（佔轄區總人口21.6%）、廿八個堂區和九十二名司鐸。現任總主教為安德肋·恩基阿·富安亞，輔理主教為彌額爾·米阿貝蘇·比比，榮休總主教為科爾乃略·豐滕·埃蘇阿。